# Madhupur (Bangladesh)
Madhupur è un sottodistretto (upazila) del Bangladesh situato nel distretto di Tangail, divisione di Dacca. Si estende su una superficie di 366,92 km² e conta una popolazione di 296.729 abitanti (dato censimento 1991).